# Tomás Díez-Baldeón Quijano
Tomás Díez-Baldeón Quijano (Renedo del Monte, siglo XIX), Doctor en Medicina, con la tesis Efectos químico-fisiológicos del ejercicio muscular y aplicaciones higiénicas que de este conocimiento se desprenden (10 de septiembre de 1877).
Su tesis doctoral fue la primera presentada en una universidad española sobre la temática de los aspectos fisiológicos del ejercicio físico y del músculo, abriendo camino en el ámbito de la medicina deportiva y del trabajo. 
Procedía de una familia con orígenes hidalgos de la mitad septentrional de la provincia de Palencia.